# Malá vodní elektrárna Bulhary
Malá vodní elektrárna Bulhary se nachází v říčním kilometru 39,872 na pravém břehu řeky Dyje v katastrálním území Nejdek u Lednice.

## Popis
Malá vodní elektrárna (MVE) byla postavena na pravém břehu Dyje pohyblivého jezu v říčním kilometru 39,872. Její stavba byla dokončena a uvedena do provozu v říjnu 2007 a nahradila plovoucí elektrárnu s výkonem asi 120 kW. MVE je jezová elektrárna s instalovaným výkonem 720 kW. Ve strojovně MVE jsou instalovány dvě semikaplanové turbíny HH SSK 1950 vyrobené a instalované českou firmou Hydrohrom r.s.o. Turbíny pohání dva synchronní generátory s výkonem 396 kVA. Výstavba MVE byla spolufinancována Evropským fondem pro regionální rozvoj a Ministerstvem průmyslu a obchodu České republiky. Vlastníkem je společnost RenoEnergie.

### Jez
Jez je pohyblivý segmentový se třemi přelivnými poli o šířce 15 m, výška jezu je 2,5 m. U jezu na pravé straně je vybudován rybí přechod (RP) typu bypass (obchvat) dlouhý 210 m s 35 přepážkami propojený se slepým ramenem Dyje. Příčný profil RP tvoří lichoběžník se šířkou u dna min. 4 m a u hladiny 6 m. RP byl uveden do provozu 26. listopadu 2007.